# Manjakandriana (distrito)
Manjakandriana é um distrito de Madagascar, pertencente à região de Analamanga. É composto por vinte e três comunas e, segundo o censo de 2011, tinha uma população de 193 440 habitantes. Sua capital é Manjakandriana.

## Comunas
- Alarobia
- Ambanitsena
- Ambatolaona
- Ambatomanga
- Ambatomena
- Ambohibary
- Ambohitrandriamanitra
- Ambohitrolomahitsy
- Ambohitrony
- Ambohitseheno
- Anjepy
- Anjoma Betoho
- Ankazondandy
- Antsahalalina
- Manjakandriana
- Mantasoa
- Merikanjaka
- Miadanandriana
- Nandihizana
- Ranovao
- Sadabe
- Sambaina
- Soavinandriana